# Erwartungslücke
Der Begriff Erwartungslücke (Expectation Gap) stammt aus dem Bereich des wirtschaftlichen Prüfungswesens. Er bezeichnet das bei der Prüfung eines Jahresabschlusses durch einen Wirtschaftsprüfer auftretende Phänomen, dass die Erwartung der Öffentlichkeit bezüglich der Leistungen des Prüfers von dessen tatsächlichem gesetzlichen Auftrag abweichen kann.

## Hintergrund
Ziel einer Abschlussprüfung ist es, mit hinreichender Sicherheit zu beurteilen, ob bei der Erstellung des zu prüfenden Abschlusses sämtliche relevanten Rechnungslegungsnormen (siehe auch Rechnungslegung) beachtet wurden. Es ist hingegen explizit nicht Aufgabe des Prüfers, ein Urteil über die wirtschaftliche Lage eines Unternehmens abzugeben. Somit kann auch der Abschluss eines wirtschaftlich schlecht gestellten Unternehmens mit einem uneingeschränkten Bestätigungsvermerk versehen werden, sofern dessen Vermögens-, Finanz- und Ertragslage im Abschluss zutreffend abgebildet ist. Allerdings hat der Prüfer die Erfüllung der Going-Concern-Annahme zu überprüfen, da die Bewertung der in der Bilanz angesetzten Vermögensgegenstände und Schulden andernfalls nicht zu fortgeführten Anschaffungskosten (im Falle einer Rechnungslegung nach deutschem HGB), sondern zu Liquidationswerten vorgenommen werden müsste. Darüber hinaus ist zu berücksichtigen, dass der Abschlussprüfung aus ökonomischen Erwägungen stets ein risikoorientierter Prüfungsansatz zugrunde liegt, d. h. keine Vollprüfung des Prüfungsgegenstands vorgenommen wird. Der Prüfer kann also nur mit hinreichender Sicherheit zu einem Prüfungsurteil gelangen und das Restrisiko eines nach wie vor fehlerbehafteten Abschlusses trotz absolut sorgfältiger und normenkonformer Prüfungsdurchführung nie ausschließen. Auch ist die Abschlussprüfung keine gezielte Unterschlagungsprüfung mit dem Ziel, Vermögensschädigungen aufzudecken. Die Abschlussprüfung ist mit einer kritischen Grundhaltung zu planen und durchzuführen, der Prüfer kann jedoch von der Echtheit der ihm zur Verfügung gestellten Unterlagen ausgehen, solange keine gegenteiligen Nachweise bestehen. Der Einsatz forensischer Prüfungshandlungen ist daher nicht erforderlich.
In der Vergangenheit konnte insbesondere nach dem Auftreten schwerwiegender Rechnungslegungsverstöße, die vom Abschlussprüfer nicht aufgedeckt wurden (sog. Bilanzskandale), beobachtet werden, dass seitens der Öffentlichkeit ein zuvor erteilter uneingeschränkter Bestätigungsvermerk als Garantie für ein wirtschaftlich gesundes Unternehmen angesehen wurde. Kam es dennoch zu einer Unternehmensschieflage oder einem Unternehmenszusammenbruch, wurde daraus oftmals ein Fehlverhalten des Prüfers abgeleitet.

## Ursachen und Lösungsansätze
In der Literatur werden drei grundsätzlich unterschiedliche Ursachen und damit verbundene Möglichkeiten zur Überwindung der Erwartungslücke diskutiert.

### Prüferversagen
Verstößt ein Prüfer bei der Durchführung einer Abschlussprüfung gegen relevante Prüfungsnormen, so spricht man von Prüferversagen. Eine Möglichkeit zur Überwindung des Prüferversagens und damit des Problems der Erwartungslücke besteht in der Suche nach Strategien, die den Prüfer zur Einhaltung der einschlägigen Normen anhalten. Ein Beispiel hierfür ist eine funktionsfähige Prüferaufsicht, zu der u. a. die externe Qualitätskontrolle zählt.

### Normenversagen
Möglicherweise sind auch die existierenden Prüfungsnormen per se nicht geeignet, den Prüfer zu dem von der Öffentlichkeit gewünschten Verhalten zu veranlassen. Gelangt man zu der Ansicht, dass diese durch die Öffentlichkeit an den Prüfer herangetragenen Erwartungen auch aus einem objektiven Blickwinkel erstrebenswert sind, stellt die Weiterentwicklung der Prüfungsnormen eine Lösungsmöglichkeit für das Problem der Erwartungslücke dar. Eine Möglichkeit zur Überwindung von Normenversagen besteht daher in der Einführung strengerer gesetzlicher Voraussetzungen für eine Tätigkeit als Abschlussprüfer, z. B. in Form verschärfter Unabhängigkeitsvorschriften wie eines Verbots gleichzeitiger Prüfungs- und Beratungstätigkeit für dasselbe Mandantenunternehmen.

### Öffentlichkeitsversagen
Werden hingegen die existierenden Normen als angemessen und ausreichend erachtet, kann der Erwartungslücke durch eine stärkere Information der Öffentlichkeit begegnet werden, um deren (in diesem Fall überzogene) Erwartungen mit der Prüfungsrealität in Einklang zu bringen und damit das Öffentlichkeitsversagen zu überwinden.